# Lyciasalamandra luschani
Lyciasalamandra luschani – gatunek płaza ogoniastego z rodziny salamandrowatych (Salamandridae), występujący w południowo-zachodniej Anatolii oraz na kilku sąsiadujących greckich wyspach. Jest gatunkiem zagrożonym (EN) w związku ze stosunkowo niewielkim i pofragmtnowanym zasięgiem występowania oraz spadkiem rozmiarów i jakości jego siedliska.

## Etymologia
Epitet gatunkowy honoruje Felixa von Luschana (1854–1924), austriackiego lekarza, archeologa i badacza.  

## Morfologia
Płaz ten osiąga od 11 do 14 cm długości, a ogon stanowi mniej więcej połowę długości całego ciała. Głowa jest płaska, a jej długość jest większa niż szerokość. Na tyle głowy występują dobrze widoczne gruczoły przyuszne. 
Po obu stronach ciała występuje 11–13 słabo zaznaczonych bruzd międzyżebrowych (ang. costal grooves). Na gardle obecny dobrze widoczny fałd skórny. Ubarwienie mocno zmienne – grzbiet ma barwę od pomarańczowej do czerwonej, pokryty jest często dużymi, brązowymi plamami. Jego brzuch biały. 

## Podgatunki
Wyróżnia się trzy podgatunki:
- Lyciasalamandra l. luschani,
- Lyciasalamandra l. basoglui,
- Lyciasalamandra l. finikensis.

## Zasięg występowania i siedlisko
Płaz ten występuje głównie w południowo-zachodniej Anatolii od Patary do Finike na wysokościach 0–400 m n.p.m. Spotykany również na greckich wyspach Mejisti, Saria oraz Kasos. L. luschani zasiedla jaskinie, a także lasy sosnowe czy obszary charakteryzujące się suchą roślinnością.

## Rozmnażanie i rozwój
Rozmnaża się bez udziału wody, a samica rodzi dwa w pełni rozwinięte młode. Do rozrodu przystępuje podczas zimowych miesięcy charakteryzujących się niższą temperaturą powietrza. Jedno jajo rozwija się w każdym z dwóch rogów macicy. Larwy odżywiają się za pomocą oofagii wewnątrz macicy.
Po 5–8 miesiącach rodzą się dwa młode w pełni rozwinięte osobniki, które mierzą około 7 centymetrów i ważą do dwóch gramów. W niewoli dojrzałość płciowa osiągana jest w wieku około 3 lat, a długość życia wynosi ponad 10 lat.

## Status i ochrona
IUCN klasyfikuje L. luschani jako gatunek zagrożony (EN) w związku z niewielkim i pofragmentowanym zasięgiem występowania mniejszym, spadkiem rozmiarów i jakości jego siedliska oraz spadkiem liczby dorosłych osobników z powodu nadmiernego odłowu na potrzeby badań naukowych. Istnieją różne potencjalne zagrożenia dla tego gatunku, takie jak urbanizacja, działalność rolnicza, stosowanie herbicydów i pestycydów, budowa dróg, pożary lasów, działalność leśna, rozwój turystyki czy zmiany klimatyczne.
Płaz ten występuje na obszarze chronionym w Grecji oraz na trzech obszarach chronionych w Turcji. W dalszej ochronie tego gatunku pomóc może lepsze zbadanie zasięgu L. luschani.